# Puellina macaronensis
Puellina macaronensis är en mossdjursart som beskrevs av Harmelin 2006. Puellina macaronensis ingår i släktet Puellina och familjen Cribrilinidae. Inga underarter finns listade i Catalogue of Life.